# 556 Phyllis
556 Phyllis је астероид главног астероидног појаса са пречником од приближно 37,81 km.
Афел астероида је на удаљености од 2,719 астрономских јединица (АЈ) од Сунца, а перихел на 2,210 АЈ.
Ексцентрицитет орбите износи 0,103, инклинација (нагиб) орбите у односу на раван еклиптике 5,237 степени, а орбитални период износи 1413,528 дана (3,870 године).
Апсолутна магнитуда астероида је 9,56 а геометријски албедо 0,185.
Астероид је откривен 8. јануара 1905. године.